# Gastonia (North Carolina)
Gastonia is een plaats (city) in de Amerikaanse staat North Carolina, en valt bestuurlijk gezien onder Gaston County.

## Demografie
Bij de volkstelling in 2000 werd het aantal inwoners vastgesteld op 66.277.
In 2006 is het aantal inwoners door het United States Census Bureau geschat op 69.904, een stijging van 3627 (5.5%).

## Geografie
Volgens het United States Census Bureau beslaat de plaats een oppervlakte van
119,8 km², waarvan 119,3 km² land en 0,5 km² water.
Ten zuidwesten van de plaats ligt het Crowders Mountain State Park met daarin de bergtoppen Crowder's Mountain en The Pinnacle.

## Geboren
- Maria Howell, actrice
- Fred Durst, oprichter/zanger Limp Bizkit

## Plaatsen in de nabije omgeving
De onderstaande figuur toont nabijgelegen plaatsen in een straal van 12 km rond Gastonia.